# Belmont (Kalifornia)
Belmont város az USA Kalifornia államában, San Mateo megyében. Lakosainak száma 28 335 fő (2020).

## Népesség
A település népességének változása:
| Lakosok száma | 24 505 | 25 835 | 28 335 |
|               | 1980   | 2010   | 2020   |